# Seleção de Futebol dos Coreanos no Japão
A Seleção de Futebol dos Coreanos no Japão representa a população coreana que vive no Japão. A equipe representa jogadores com passaportes da Coreia do Norte e Coreia do Sul. Gerida pela United Korean Football Association in Japan (UKFAJ), a seleção se juntou à ConIFA em 2015 e participou da Copa do Mundo ConIFA de 2016.

## História
A equipe nacional cresceu fora do clube de futebol local para os coreanos no Japão, o FC Korea, que formou-se em 1961 e atualmente joga na Kanto Soccer League, e ainda é a base da equipe nacional. Após a sua formação, juntou-se à ConIFA e tornou-se uma das equipas asiáticas convidadas a jogar na Copa do Mundo ConIFA de 2016. Em 9 de janeiro daquele ano, avançou para as quartas de final depois de derrotar o País Sículo por 1-0 na fase de grupos, mas perdeu nos pênaltis para o Chipre do Norte, colocando-os assim nas rodadas de colocação, onde terminou em 7º lugar na competição geral.
Em 2018 foram confirmados como participantes da Copa do Mundo ConIFA de 2018. Para o torneio, eles nomearam o ex-jogador norte-coreano Ahn Young-hak como jogador-treinador.

## Desempenho em Competições

### Copa do Mundo ConIFA
- 2014 - Não participou
- 2016 - Oitavo lugar
- 2018 - Décimo-primeiro lugar